# Gare centrale de Stendal
La gare centrale de Stendal (jusqu'au 14 décembre 2019 : Stendal) est, avec Stendal-Stadtsee, Stendal-Hochschule et Stendal Vorbahnhof, l'une des quatre gares de la ville hanséatique de Stendal en Saxe-Anhalt. C'est un nœud ferroviaire important pour les trains du trafic régional et elle est également régulièrement desservie par des trains Intercity et Intercity-Express. Jusqu'à l'horaire d'hiver 2012, la gare de Stendal est exclusivement desservie par des trains de la Deutsche Bahn pour le trafic voyageurs. Depuis décembre 2012, les Chemins de fer est-allemands (de) (ODEG) ainsi que, depuis le 9 décembre 2018, les Chemins de fer hanséatiques (de) et les Transports régionaux Start Allemagne (de) desservent également la gare. Le Flixtrain aménage également un arrêt à la gare centrale de Stendal depuis le milieu de l'année 2021 sur l'axe Berlin-Cologne-Aix-la-Chapelle.

## Histoire
Le 7 juillet 1849, la ville de Stendal obtient son premier raccordement ferroviaire lorsque la compagnie des chemins de fer de Magdebourg-Wittemberg ouvre la ligne Magdebourg-Wittenberge (de). Celle-ci longe la périphérie est de la ville, où se trouve également la gare.
Cependant, dans le cadre des travaux de construction de la ligne Stendal-Uelzen (de) et de la ligne de Berlin à Lehrte vers 1870, la gare doit être déplacée vers la périphérie sud de la ville afin de permettre aux voyageurs de changer de train entre les trois lignes. La ligne Magdebourg-Wittemberg est également déplacé pour être relié à la nouvelle gare et contourne depuis la ville par l'ouest. Le bâtiment d'accueil actuel est également construit entre 1869 et 1871
En avril 1886, la gare est raccordée à la ligne Stendal-Tangermünde (de).
En juin 1892, une tramway (de) est ouverte entre le parvis de la gare et la porte d'Uenglingen (de) ; en octobre 1909, une autre ligne est ajoutée, menant également à la porte d'Uenglingen, mais de là, plus loin, à la gare de l'Est de l'époque. Les deux lignes de tramway sont fermées en octobre 1926 et remplacées par une liaison omnibus.
En automne 1908, la gare est reliée à la petite ligne Stendal-Arendsee (de), et en mai 1914 également à la petite ligne Stendal-Arneburg (de), après que celle-ci a été transformée de la voie métrique à la voie normale. La ligne vers Arendsee est progressivement fermée entre 1978 et 1995. Sur la ligne vers Arneburg, toute l'exploitation ferroviaire prend fin en octobre 1972. En 1911, le tunnel de Röxe (de), qui passe sous les installations ferroviaires, est construit à l'est du bâtiment d'accueil, et les quais sont également accessibles depuis ce tunnel.
Pendant la Seconde Guerre mondiale, la gare et les installations de la Reichsbahn de Stendal sont lourdement bombardées à deux reprises par la 8e flotte aérienne américaine : le 22 février dans le cadre de l'Opération Clarion alliée et le 8 avril 1945. Le 22 février, la plupart des bombes touchent toutefois le quartier voisin de Röxe, ce qui coûte la vie à environ 200 habitants et à de nombreux membres de la Wehrmacht.
À partir de janvier 1977, les trains de la nouvelle ligne Borstel-Niedergörne (de) s'arrêtent également à la gare, la ligne étant prévue pour desservir la centrale nucléaire de Stendal, jamais achevée. Depuis l'abandon du trafic voyageurs fin 1995, cette ligne n'est plus empruntée que par des trains de marchandises.
En 1984, Stendal est raccordée au réseau ferroviaire électrique avec l'électrification de la ligne vers Magdebourg. Entre 1994 et 1998, la LGV Hanovre - Berlin est construite parallèlement à la ligne Berlin-Lehrte. Contrairement au souhait de la ville, un contournement sud de Stendal est également créé à cette occasion, qui est encore utilisé aujourd'hui par la plupart des trains longue distance circulant sur la ligne. Néanmoins, le 27 septembre 1998, le premier ICE s'arrête à la gare de Stendal.
En janvier 2015, le passage souterrain pour les personnes est prolongé vers le côté sud. Il est prévu de rénover les quais centraux et de construire des ascenseurs à partir de 2016, afin de rendre la gare accessible aux personnes à mobilité réduite. Un total de 5 millions d'euros doit être investi à cet effet. Le début des travaux est toutefois retardé jusqu'en 2019, de sorte qu'il ne faut pas s'attendre à une fin des travaux avant 2021. Le 13 juin 2019, la cérémonie de lancement des travaux est célébrée. Les travaux de construction des quais et des ascenseurs sont en grande partie terminés à la fin de l'année 2021, des travaux résiduels ont encore lieu en 2022.
Lors du changement d'horaire du 15 décembre 2019, la gare reçoit l'ajout du nom « gare centrale ».
En 2019, il est prévu d'équiper la région de Stendal d'un poste d'aiguillage numérique d'ici 2030, dans le cadre du « paquet de démarrage » du Rail numérique Allemagne, en tant que partie du TEN-Corridor de réseau central Scandinavie-Méditerranée

## Accès aux transports

### Transport longue distance
| Ligne  | Trajet de la ligne | Cycle (min)                 | EVU            |
| ------ | --- | --------------------------- | -------------- |
| ICE 10 | Berlin – Stendal – Wolfsburg – Hanovre – Bielefeld – Dortmund – Essen – Duisbourg – Düsseldorf                                              | trains individuels          | DB Fernverkehr |
| ICE 13 | Berlin – Stendal – Wolfsburg – Brunswick – Hildesheim (de) – Göttingen (de) – Cassel-Wilhelmshöhe – Francfort-sur-le-Main                   | 120 min                     | DB Fernverkehr |
| ICE 77 | Berlin – Stendal – Hanovre – Bünde – Osnabrück – Münster                                                                                    | un train par jour (ICE 742) | DB Fernverkehr |
| IC 56  | Leipzig – Aéroport de Leipzig/Halle – Halle-sur-Saale – Magdebourg – Stendal – Wittenberge (de) – Schwerin (de) – Rostock – Warnemünde (de) | trains individuels          | DB Fernverkehr |
| IC 57  | Magdebourg – Stendal – Salzwedel (de) – Uelzen – Hambourg-Harbourg – Hambourg – Hambourg-Altona                                             | une paire de trains         | DB Fernverkehr |

### Transport régional
| Ligne                    | Trajet de la ligne                                                                                           | Cycle (min)                                                                            | EVU                                       |
| ------------------------ | --- | -------------------------------------------------------------------------------------- | ----------------------------------------- |
| RE 4                     | Stendal – Rathenow (de) – Wustermark (de) – Berlin – Ludwigsfelde (de) – Jüterbog – Falkenberg (Elster) (de) | 120                                                                                    | DB Regio Nordost                          |
| RE 20                    | Schönebeck-Bad Salzelmen – Schönebeck – Magdeburg – Stendal – Hohenwulsch – Salzwedel – Uelzen               | 60                                                                                     | DB Regio Südost                           |
| RB 33                    | Stendal – Miltern – Tangermünde                                                                              | 60                                                                                     | Chemins de fer hanséatiques (de)          |
| RB 34                    | Stendal – Schönhausen – Rathenow                                                                             | 120                                                                                    | Chemins de fer hanséatiques               |
| RB 35                    | Stendal – Uchtspringe – Gardelegen – Mieste – Oebisfelde (de) – Wolfsburg                                    | 60 (Mo–Fr) 120 (Sa–So)                                                                 | Transports régionaux Start Allemagne (de) |
| S 1                      | Schönebeck-Bad Salzelmen – Magdebourg – Tangerhütte – Stendal – Osterburg – Seehausen – Wittenberge          | 60 (Schönebeck–Stendal) 60 (Stendal–Wittenberge Mo–Fr) 120 (Stendal–Wittenberge Sa–So) | DB Regio Südost                           |
| Stand: 15. Dezember 2024 | |                                                                                        |                                           |